# 2007-es Tour of Missouri
A 2007-es Tour of Missouri volt az 1. Missouri állambeli kerékpárverseny. szeptember 11. és szeptember 16. között került megrendezésre, össztávja 905 kilométer volt. Végső győztes az amerikai George Hincapie lett, két honfitársa William Frischkorn és Dominique Rollin előtt.

## Szakaszok
| Szakasz | Dátum          | Rajt           | Cél         | km  | Szakaszgyőztes     | Összetettben vezető |
| ------- | -------------- | -------------- | ----------- | --- | ------------------ | ------------------- |
| 1.      | Szeptember 11. | Kansas City    | Kansas City | 137 | Iván Domínguez     | Iván Domínguez      |
| 2.      | Szeptember 12. | Clinton        | Springfield | 202 | George Hincapie    | George Hincapie     |
| 3.      | Szeptember 13. | Branson        |             | 29  | Levi Leipheimer    | George Hincapie     |
| 4.      | Szeptember 14. | Lebanon        | Columbia    | 214 | Luciano Pagliarini | George Hincapie     |
| 5.      | Szeptember 15. | Jefferson City | St. Charles | 204 | Danny Pate         | George Hincapie     |
| 6.      | Szeptember 16. | St. Louis      |             | 119 | Iván Domínguez     | George Hincapie     |

## Végeredmény
|    | Versenyző          | Idő          |
| -- | ------------------ | ------------ |
| 1  | George Hincapie    | 21 óra 00:33 |
| 2  | William Frischkorn | + 1:38       |
| 3  | Domonique Rollin   | + 2:09       |
| 4  | David Canada       | + 2:21       |
| 5  | Michael Friedman   | + 2:46       |
| 6  | Frank Pipp         | + 2:51       |
| 7  | Walerij Kobsarenko | + 3:06       |
| 8  | Andrew Randell     | + 3:50       |
| 9  | Stefan Parinussa   | + 4:26       |
| 10 | Matthew Rice       | + 6:16       |